# 역사비화 히스토리아
역사비화 히스토리아(歴史秘話ヒストリア)는 2009년 4월 1일 첫방송을 시작해 2021년 3월 17일까지 방영되었던 NHK 종합 텔레비전의 역사프로그램이다. 제작은 NHK 방송 센터가 아닌 NHK 오사카 방송국에서 제작되어 일본 전역에 방송되었다.
이 프로그램의 진행자인 NHK의 이노우에 아사히 아나운서는 2016년 4월부터 2019년 3월까지 진행을 한 후 2019년 4월 NHK의 개편의 따라 NHK 오사카 방송국 소속 여자 아나운서인 와타나베 사와코 아나운서가 2021년 3월 17일까지 진행했었다. 

## 방송 시간
- 매주 수요일 밤 10시 25분 ~ 11시 10분(본방송)
- 매주 토요일 오전 10시 5분 ~ 10시 50분(재방송)

## 역대 진행자
- 이노우에 아사히(井上あさひ) NHK 아나운서: 2016년 4월 ~ 2019년 3월
- 와타나베 사와코(渡邊佐和子) NHK 아나운서: 2019년 4월 ~ 2021년 3월